# Markt 7 (Bredevoort)

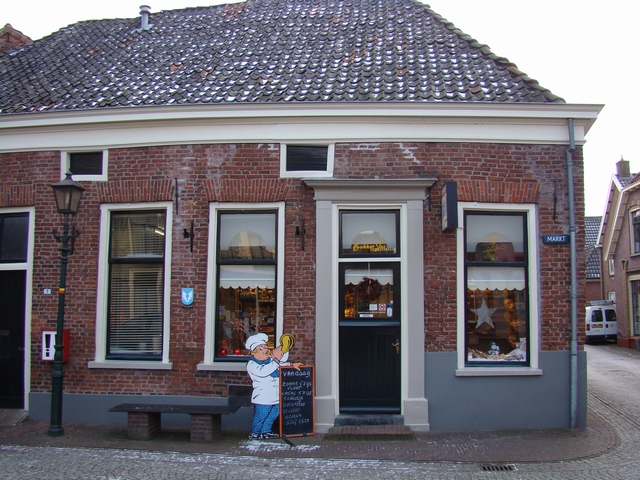
Markt 7 te Bredevoort

Markt 7 is een Rijksmonument aan de Markt in Bredevoort.

## Bouwkundige kenmerken
Op de hoek van de Landstraat/Markt staat een huis uit mogelijk de 17e eeuw van alleen begane grond met een hoog schilddak en gecanneleerde deurpilasters met hoofdgestel. Het huis heeft een onderaardse gewelfde kelder (net als veel huizen in Bredevoort) en – vermoedelijk – ook aangesloten op gangenstelsels. In het pand is altijd een bakkerij gevestigd geweest. De tot nu toe vroegst bekende bakker op dit adres, Brusse overleed op 27 oktober 1885, waarna de familie Helmink tot 1996 in bedrijf was. Tegenwoordig is de familie Knippenborg bedrijvig in het pand.